# おろしソース
おろしソースは、主に醤油をベースに大根や玉ねぎをすりつぶした物を加え、酢や果汁で味を調えた調味料。

## 概要
醤油単体に比べサッパリとした味を出す事ができ、主に唐揚げやハンバーグなどの肉料理に対するたれとして使われる。また、煮物料理の隠し味として入れられる事もある。大根おろしなどから家庭で自作できるが、食品メーカー数社からも製品が発売されており、スーパーなどで一般的に購入可能。呼称はメーカーや用途により違いがあり、醤油がベースな事からおろし醤油などと呼ばれたり、ステーキ用の物はおろしステーキソースなどとも呼ばれる。大根を使った物は特に和風ソースや和風おろしソースなどとされる事もある。

## 主なメーカー
- エバラ食品工業
- モランボン
- キッコーマン